# Taborinskij rajon
Il Taborinskij rajon (in russo Таборинский район?) è un distretto amministrativo-territoriale (rajon) e una formazione municipale (municipal'nyj rajon) nell'oblast' di Sverdlovsk, in Russia. Il centro amministrativo è il villaggio di Tabory. 
Il distretto si trova nel corso medio del fiume Tavda, che scorre dal nord-ovest al sud-est bagnando Tabory. Sempre all'interno del territorio del distretto, il Tavda riceve molti suoi affluenti, tra cui: Volčim'ja, Taborinka e Iksa.